# 豊岡だるま駅
豊岡だるま駅（とよおかだるまえき）は、群馬県高崎市下豊岡町に整備中の、東日本旅客鉄道（JR東日本）信越本線の駅である。

## 概要
高崎市の中豊岡・下豊岡町（旧・碓氷郡豊岡村）に整備中の当駅からは、烏川を挟んで約1 km北、ほぼ一直線上の位置に高崎経済大学がある。県道あら町下室田線 - 同大学 - 豊岡経大大橋（仮称） - 当駅 - 国道18号（豊岡バイパス）に市道（正式名：豊岡経大通り線）を整備し、学生の利用や周辺の道路状況の改善も見込んでいる。また、付近には工業団地および中豊岡住宅団地があり、これらの利用者も見込む。
高崎市が整備費を負担する請願駅となり、1日当たりの乗車人員は1,600人を見込んでいる。群馬県内および高崎市内のJR新駅は、2004年（平成16年）10月に開業した高崎問屋町駅以来である。
また、駅名は市民アンケートの結果で1位になった「豊岡だるま駅」と決定された。
さらに、駅前には「高崎だるま」の魅力や伝統を発信する観光施設「高崎だるまミュージアム」（仮称）を建設する。「高崎だるまの歴史や伝統を未来へ発信します」を基本方針とし、より具体化するため「伝える」、「学ぶ」、「受け継ぐ」、「結ぶ」の4つを基本コンセプトに各種事業を展開する。駅と同じ2026年度（令和8年度）のオープンを目指す。

## 歴史
- 2023年（令和5年）3月27日：JR東日本と高崎市は10年間の連携協定を締結。事業の第1弾として、豊岡新駅（仮称）の設置を決定[8]。
- 2024年（令和6年）
  - 6月15日 - 7月15日：高崎市が市内に在住・在勤・在学する人を対象とした駅名のアンケートを実施[9]。
  - 7月25日：駅名アンケート結果の上位3案を駅名とするよう高崎市からJR東日本高崎支社へ要望[10]。
  - 12月13日：JR東日本高崎支社が上記アンケートで1位であった「豊岡だるま駅」を駅名に決定[報道 1][新聞 3]。
- 2025年（令和7年）
  - 3月：着工予定[報道 2]。
- 2027年（令和9年）3月：開業予定[11]。

### 駅名決定の経緯
2024年（令和6年）6月15日から7月15日までの1か月間、高崎市は豊岡新駅の名称に関するアンケートを下記のいずれかを選ぶ形でインターネットおよび郵送で実施した。
1. 名称案とその理由を自由記述する。
2. 参考名称[注 1]の中から1つ選ぶ。

アンケートの結果、「豊岡だるま駅」が支持率58％、次に「高崎豊岡駅」13.7％、「高崎経済大学前駅」6.8％の順であった。この結果を受けて市は、得票率が1位から3位だったこれらの駅名を候補としてJR東日本高崎支社に示し、いずれかを採用するように要望した。これを受け、JR東日本高崎支社は2024年（令和6年）12月13日に、上記アンケート結果において1位であった「豊岡だるま駅」を駅名に決定したことを公式に発表した。

## 駅構造
相対式ホーム2面2線を有する地上駅。
なお、簡易Suica改札機設置の無人駅になり、駅前広場には、自家用車から鉄道に乗り換えを促すパーク・アンド・ライド用の駐車場を整備する予定である。